# ポプラ事件
座標: 北緯37度57分22秒 東経126度40分21秒 / 北緯37.95611度 東経126.67250度
ポプラ事件（ポプラじけん）は、1976年8月18日（現地時間、UTC+9）に、大韓民国（韓国）と朝鮮民主主義人民共和国（北朝鮮）の軍事境界線上にある板門店で発生した事件である。ポプラのまさかり事件、ポプラの木蛮行（ポプラのきばんこう）とも呼ばれる。
共同警備区域内に植えられていたポプラ並木の一本を剪定しようとした、韓国軍兵士と韓国人作業者と国連軍を成す1国であるアメリカ陸軍工兵隊に対して朝鮮人民軍将兵が攻撃を行い、2名のアメリカ陸軍士官を殺害、数名の韓国軍兵士が負傷した。
同事件は第二次朝鮮戦争の引き金になりかねない出来事でもあった。また、この事件を契機に共同警備区域内にも軍事境界線が設定された。

## 呼称
韓国では板門店斧蛮行事件（판문점 도끼 만행 사건 / 板門店도끼蠻行事件）または板門店斧殺人事件（판문점 도끼 살인 사건 / 板門店도끼殺人事件）ともいう。韓国側も昔は8・18斧蛮行（8.18 도끼 만행 / 8.18도끼蠻行）という名称を使っていたが、今はほとんど使われていない。
北朝鮮では板門店事件とも呼ばれる。

## 経緯

### ポプラ並木

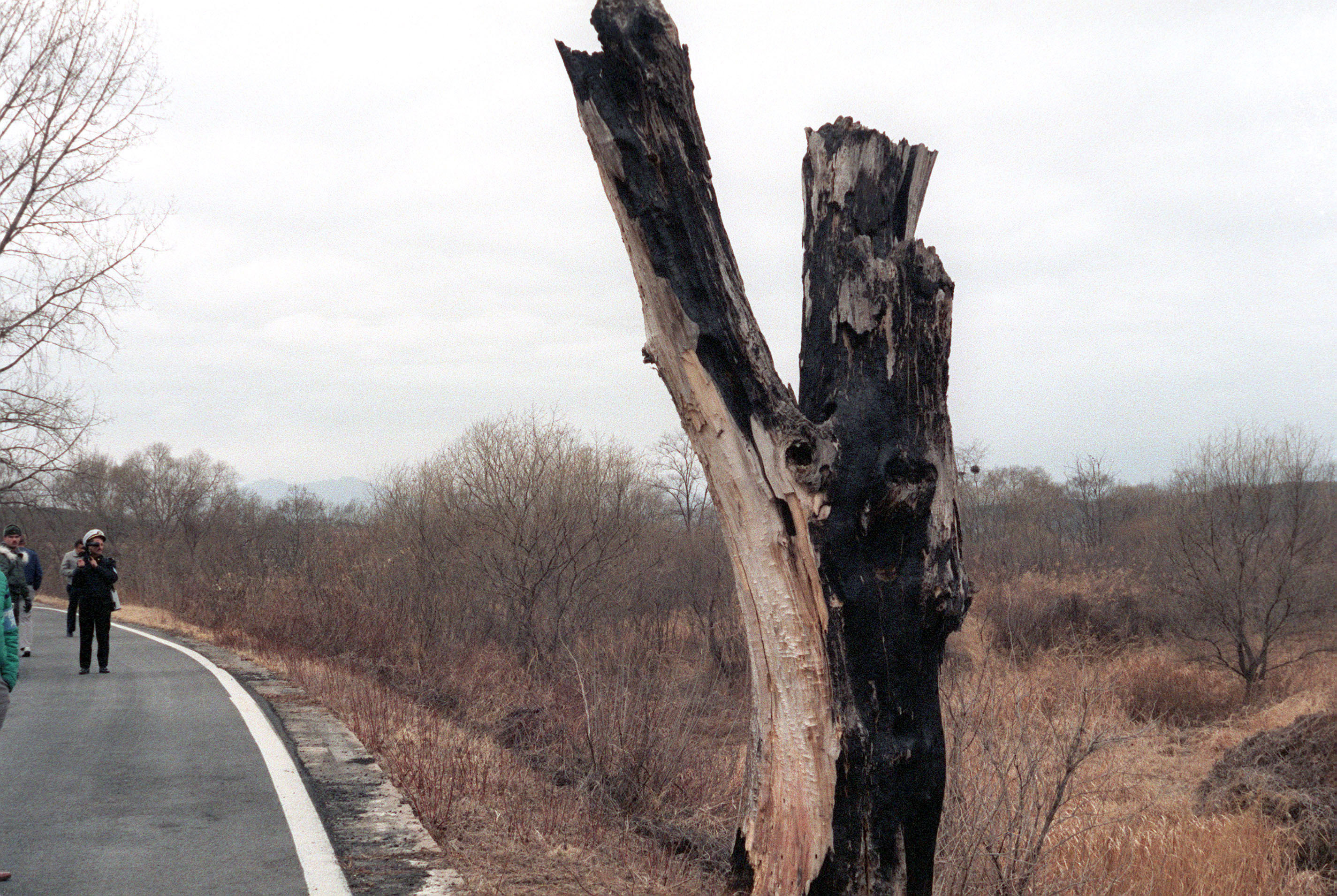
事件の発端になったポプラの残骸（1984年撮影）、1987年に撤去され跡地に慰霊碑が建立された

この事件の発端になったポプラの並木は、北朝鮮側によって共同警備区域内の「帰らざる橋」の近くに30 mにわたって植えられていたもので、事件当時は共同警備区域に置かれた監視所、そして朝鮮人民軍の監視所に囲まれた国連軍の監視所の視界を遮るほどに成長していた。
このため、国連軍は朝鮮人民軍に対してポプラの木の剪定を行うことを通告していたが、朝鮮人民軍はこのポプラ並木は金日成主席が手ずから植えて育てたもので現在もその指導下で生育しているとして、国連軍による剪定を認めなかった。

### 剪定
1976年8月18日に、韓国陸軍将校1名と国連軍のアメリカ陸軍将校2名、韓国人の作業員と彼らを護衛する韓国軍とアメリカ軍を中心とした国連軍の8名の兵士が、ポプラの剪定を行うため共同警備区域内のポプラ並木の元へ送られた。
彼らの行動は朝鮮人民軍によって監視されていた。共同警備区域に関する取り決めのため両軍とも武装していなかったが、米韓軍は剪定用にのこぎりとつるはし、斧を持ち込んでいた。

### 襲撃

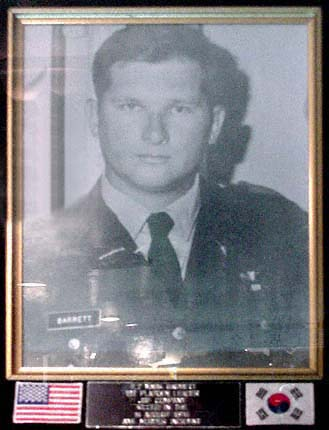
北朝鮮に殺害されたマーク・バレット中尉

剪定が始まると約30名の朝鮮人民軍将兵が来て、指揮官が突如韓国軍および国連軍の指揮官に対して剪定作業の中止を要求したが、国連軍工兵部隊指揮官のアーサー・ボニファス大尉はこれを無視し、剪定作業の継続を部下に命じた。朝鮮人民軍側はしばらく静観していたが、その後増援の兵士約20名が合流し、人数で優位になった。その後再度の作業中止勧告が聞き容れられないと見るや、突然「殺せ」の号令の下、韓国軍と国連軍の将兵に対して攻撃を始めた。発砲はなかったが、約3分間にボニファス大尉とマーク・バレット中尉が殺害された。1人は斧で斬殺され、もう1人は棍棒で撲殺された。
韓国軍兵士はトラックで朝鮮人民軍兵士に体当たりし、ボニファス大尉の体をトラックで守ったが、大尉は治療を受ける前に死亡した。彼らが殺害される様子は第5監視所から35mmカメラ、また国連軍第3監視所からは映画用カメラによって記録された。
金正日の部下だった申敬完の証言によれば、「米軍がポプラの木を切っている」と中央に報告が上げられたのは事件直前である。金正日が「朝鮮サラム（人）の気概を見せてやれ」「銃は使わないこと。米国のやつらを懲らしめてやれ」と部下たちに命じた。

## ポール・バニアン作戦

### 抗議
事件発生を受けて、翌8月19日から朝鮮人民軍と韓国軍、国連軍の間で会議が開かれた。特に自国兵士が死亡したアメリカ軍は事件を重く受け、朝鮮人民軍に強く抗議を行い、ポプラの木を（剪定ではなく）伐採することを主張した。

### 作戦開始
その後、国連軍はポプラの木の伐採計画を発令、作戦はアメリカのほら話に登場する巨人の木こりに因んでポール・バニヤン作戦（Operation Paul Bunyan）と命名され、事件から3日後の8月21日午前7時に決行された。
23台の国連軍の車両が、朝鮮人民軍に対する警告無しで共同警備区域に進入した。813名の将兵で構成されているこの部隊は、「ビエラ任務部隊」と呼ばれ、その中の車両にはポプラ並木を切り倒すために16名のアメリカ陸軍工兵隊員が斧とチェーンソーを持って乗り込み、30名のピストルと手斧で武装した護衛小隊、加えて韓国陸軍のテコンドー熟練の兵士64名も同伴した（後にM16小銃とM79擲弾発射器、M18クレイモアが配布）。更にM728戦闘工兵車とM4T6筏も配備された。
彼らの上空には、米韓両軍の20機のヘリコプター及び7機のAH-1 コブラ攻撃ヘリコプターが展開し、さらにその上空にはアメリカ空軍のF-4C/D戦闘機が24機展開され韓国空軍のF-5戦闘機とF-86戦闘機に護衛されたアメリカ空軍のB-52爆撃機も3機飛行した。烏山空軍基地では、指令があり次第出撃できるよう武装と燃料補給をおこなったアメリカ空軍のF-111Fが20機待機していた。
朝鮮半島の沖合にはアメリカ海軍の空母ミッドウェイを始めとする巡洋艦3隻と駆逐艦7隻の機動部隊も展開した。さらに非武装地帯の外側には、多くの重装備を施した韓国陸軍およびアメリカ陸軍第9歩兵連隊・第2砲兵大隊・戦車部隊が待機し、MIM-23ホークを装備した第71防空連隊も配備され、不測の事態に備えた。さらに、沖縄からの1,800人の海兵隊員を含む、12,000人の追加の兵士が動員される用意をした。東京の横田基地には、支援目的で12機のC-130Hハーキュリーズ戦術輸送機が配備された。
これに対し、朝鮮人民軍は自動小銃を装備した150名の兵士を共同警備区域内に派遣した。しかしながら、彼らは木が切り倒されるまでの42分間静観し、武力衝突は回避された。しかし、朝鮮人民軍が座視するなか、韓国軍は即座に撤兵せず、朝鮮人民軍の歩哨所をたたき壊した。

## その後
ポール・バニアン作戦の実行により大規模な武力衝突の発生が懸念されたが、作戦は平穏に終了した。この事件によって38度線に沿った非武装地帯では緊張状態に置かれたが、その後、この事件を起こした張本人である金正日の父親である金日成が「遺憾の意」を示して謝罪したため、全面戦争に発展することはなかった。
この後、9月6日まで両陣営間で行われた会議によって、北朝鮮側の提案で、共同警備区域内にも軍事境界線を引いて両者の人員を隔離する事を決定した。
非武装地帯内の共同警備区域の警備を行う国連軍の基地は、事件で殺害されたボニファス大尉の名を採って「キャンプ・ボニファス」と改名された。現在、非武装地帯内の共同警備区域を韓国側から訪問する者は、この事件についての説明と注意を受けることになっている。
北朝鮮の指導部内では、金日成が金正日を詰問していた。金正日はアメリカ側に責任を転嫁する発言をしてその場を取り繕ったが、米軍が本気を見せつけた臨戦態勢に肝を冷やした金日成が「遺憾の意」を表する親書を国連軍経由でアメリカ側に出したため、全面戦争の危機はすんでのところで回避された。一方、金正日はこの危機をむしろ好機ととらえて、政敵の排除に乗り出した。朝鮮半島南部の出身者や知識人を含む「不純分子」約20万人を平壌から強制退去させる「疎開事業」を敢行し、金正日後継体制に反対した国家副主席の金東奎と柳章植を粛清、さらに、人民武力部副部長の池炳学、張正煥、党検閲委員長の池京洙が国家保衛部に連行された。

## 評価
李相哲は、本事件ならびにその後の拉致事件などがいずれも金正日の後継者内定後に起こっており、金正日の指示なしにこれほど大胆な犯罪ができる人間はいないことから、金正日が後継者にふさわしい実績づくりを急ぐあまりに引き起こした出来事の可能性が高いと分析している。